# Rhacopilopsis trinitensis
Rhacopilopsis trinitensis är en bladmossart som beskrevs av Nathaniel Lord Britton och Hugh Neville Dixon 1927. Rhacopilopsis trinitensis ingår i släktet Rhacopilopsis och familjen Hypnaceae. Inga underarter finns listade i Catalogue of Life.